# Hemichordata
Hemichordata este o încrengătură de animale nevertebrate marine. Aceste animale își sapă galerii sau duc um mod de viață sedentar, specii forme formează colonii. Hemicordatele sunt nevertebrate celomice cu simetrie bilaterală, corpul cărora constă din trei segement: prosomă (rostru, trompa), mezosomă (guleraș) și metasomă (trunchiul). Trompă este un organ muscular și ciliat specializat în locomoție, colectarea și transportul de particule alimentare. Gura este situat între trompă și guleraș. În trunchi sunt situate majoritatea organelor viscerale.
O particularitatea deosebită a hemicordatelor este dezvoltarea stomocordului - analog notocordului cordatelor. Sistemul nervos este reprezentat de cordonul nervos ventral și dorsal. Aparatulul circulator constă din vae dorsale și ventrale longitudinale. Vasul dorsal formează o dilatare puternică la baza trompei, formând lacuna centrală, de care este alipit sacul pulsativ al pericardului.

## Clasificare
Hemicordatele sunt divizate în trei clase existente: Enteropneusta, Planctosphaeroidea, Pterobranchia; și una fosilă. Graptolithina. Planctosferoidele sunt reprezentate de o singură specie cunoscută doar în stadiul larvar.